# Pterostichus blanchardi
Pterostichus blanchardi är en skalbaggsart som beskrevs av Horn. Pterostichus blanchardi ingår i släktet Pterostichus och familjen jordlöpare. Inga underarter finns listade i Catalogue of Life.